# Kjellers flygplats
Kjellers flygplats (norska: Kjeller lufthavn) är en militär och privat flygplats belägen norr om Lillestrøm i Norge. Flygplatsen var Norges första flygplats och den första starten gjordes den 21 september 1912. 